# Лива аль-Хакк (Идлиб)
Лива аль-Хакк (араб. لواء الحق بريف إدلب‎, Правая бригада или Бригада истины) — сирийская исламистская повстанческая группировка, действовавшая во время гражданской войны в Сирии до присоединения к Хайят Тахрир аш-Шам в 2017 году.

## История
31 октября 2014 года, в разгар боевых действий между Джебхат ан-Нусра и поддерживаемыми Западом движением Хаззм и Сирийским революционным фронтом, Лива аль-Хакк в Идлибе вместе с 13 другими повстанческими группировками создала миротворческие силы для посредничества в конфликте между ан-Нусра и прозападными группировками, среди миротворческих групп были Ахрар аш-Шам, Джейш аль-Ислам, Сукур аль-Шам (Соколы Леванта) и движение Харакат Нуреддин аз-Зинки.
В мае 2015 года «Лива аль-Хакк» участвовала в совместном наступлении повстанцев вместе с «Джебхат ан-Нусра», «Аджнад аль-Кавказ», «Джунд аль-Акса» и «Файлак аш-Шам» против сирийского правительства на северо-западе Сирии, что в конечном итоге привело к занятию повстанцами большей части провинции Идлиб, включая столицу провинции Идлиб.
В сентябре 2015 года в ответ на сообщения о российском вмешательстве командир «Лива аль-Хакк» Абу Абдулла Тафтаназ опубликовал сообщение в Твиттере, в котором обратился к «неверным русским» и пригрозил «зарезать вас, как свиней».
В октябре 2015 года российская авиация нанесла удар по базе «Лива аль-Хакк» в провинции Эр-Ракка с использованием высокоточных управляемых бомб КАБ-500Кр, в результате чего, как сообщается, погибли два старших командира ИГИЛ и до 200 боевиков.
В ноябре 2015 года «Лива аль-Хакк» и «ан-Нусра» опубликовали фотографии американского автомобиля «Хамви», захваченного у поддерживаемого Ираном иракского шиитского ополчения на юге Алеппо, который, как полагают, принадлежал «Катаиб Хезболле».
В начале мая 2016 года в составе коалиции Армии завоевания Лива аль-Хакк приняла участие в кампании на юге Алеппо, во время наступления аль-Нусра развернула SVBIED, нацеленные на шиитских ополченцев в этом районе, а Джунд аль-Акса провела отдельные атаки в координации с аль-Нусрой и Туркестанской исламской партией в Сирии во время наступления.
28 января 2017 года Лива аль-Хакк вместе с движением Нуреддин аз-Зинки, Джабхат Ансар ад-Дин, Джейш ас-Сунна и Джебхат ан-Нусра Джабхат Фатх аш-Шам, который до выхода из Аль-Каиды и ребрендинга в 2016 году назывался ан-Нусрой, объединились в Хайят Тахрир аш-Шам.
В июне 2018 года группировка «Хайят Тахрир аш-Шам» арестовала нескольких членов ячеек, связанных с ИГИЛ, в восточной части Идлиба, в том числе из ячеек, связанных с «Лива Дауд», которая присягнула на верность ИГИЛ в 2014 году, а также некоторых членов «Лива аль-Хакк».